# Hieracium prodanianum
Hieracium prodanianum là một loài thực vật có hoa trong họ Cúc. Loài này được Nyár. & Zahn mô tả khoa học đầu tiên.